# サベイランス
『サベイランス』（英: Surveillance）は、2008年のアメリカ映画。ジェニファー・リンチ監督とその父親のデヴィッド・リンチ（プロデュース）が親子共同で製作した。

## ストーリー
FBI捜査官のエリザベスとサムは、殺人事件の捜査のために目撃者3人の事情聴取に向かう。しかし、その3人はそれぞれ悲惨な過去を抱えており、保身のために嘘を吐くために捜査は難航する。

## キャスト
- ジュリア・オーモンド：エリザベス・アンダーソン
- ビル・プルマン：サム・ハラウェイ
- フレンチ・スチュワート：ジム・コンラッド
- ペル・ジェームズ：ボビー
- ライアン・シンプキンス：ステファニー
- マイケル・アイアンサイド：キャプテン・ビリングス

## 受賞
ニューヨーク・シティホラー映画祭
- 監督賞
- 主演女優賞

シッチェス国際映画祭
- 作品賞